# Nemateleotris
Genre
Nemateleotris est un genre de poissons téléostéens de la famille des Microdesmidae. Ils sont appelés « gobies » bien qu'ils ne fassent pas partie de la famille des Gobiidae.

## Liste des espèces
Selon World Register of Marine Species, ITIS et FishBase :
- Nemateleotris decora Randall et Allen, 1973
- Nemateleotris helfrichi Randall et Allen, 1973
- Nemateleotris magnifica Fowler, 1938 -- Gobie de feu

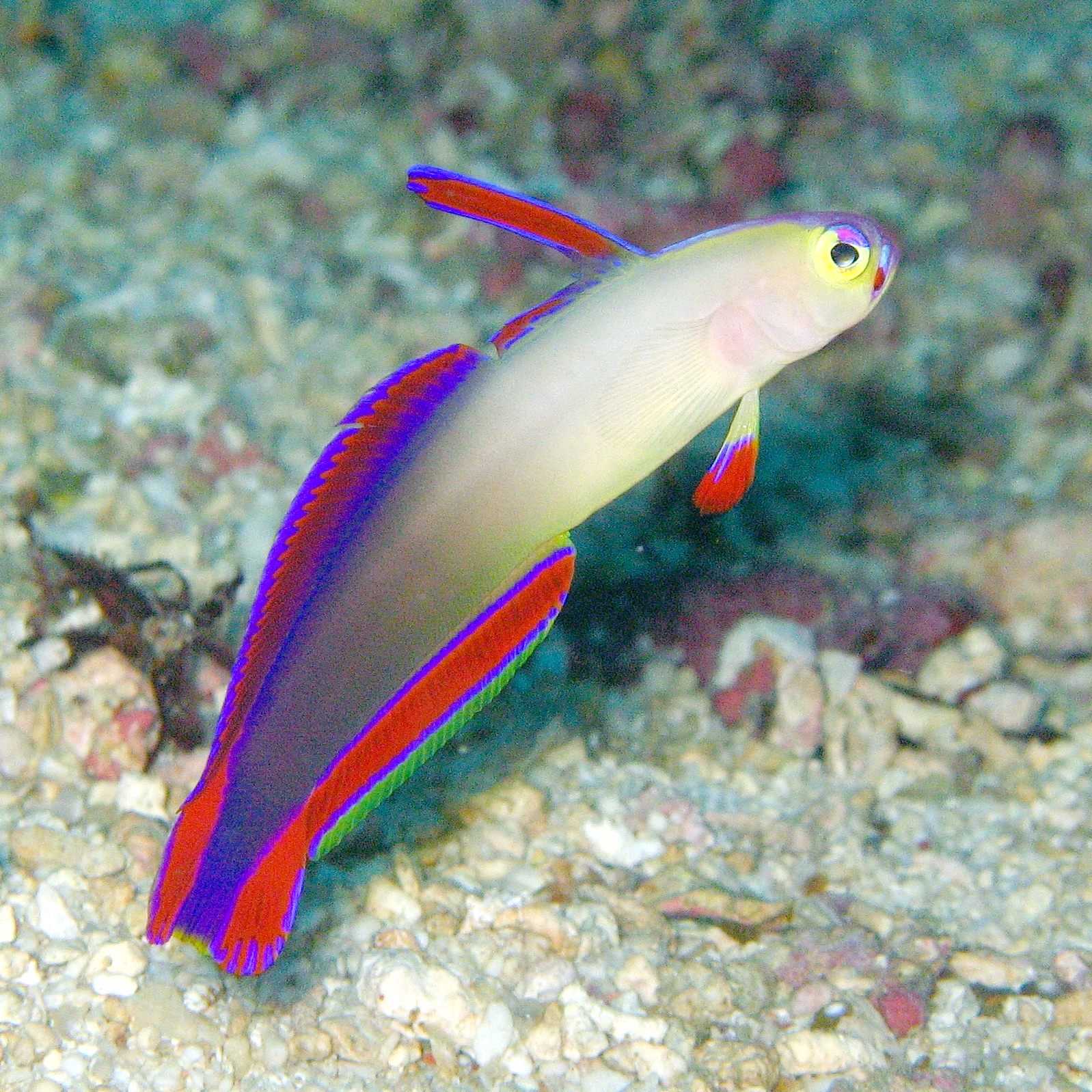
Nemateleotris decora
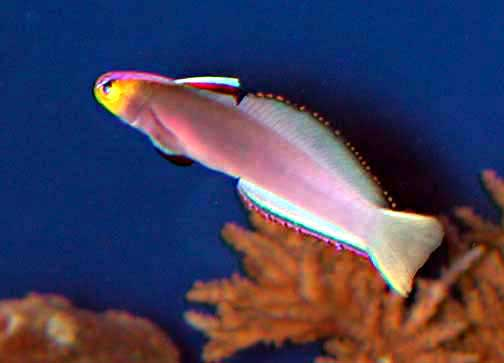
Nemateleotris helfrichi
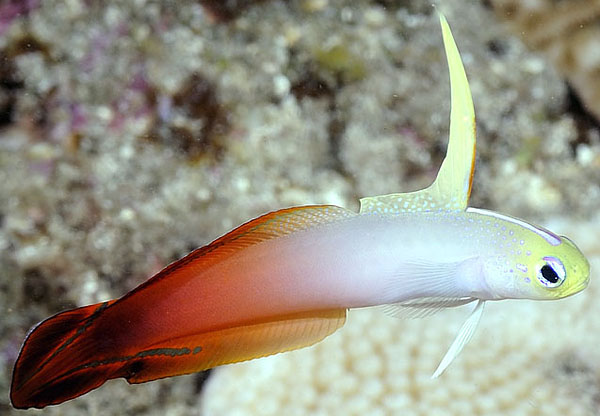
Nemateleotris magnifica